# Агденес
Агденес (норв. Agdenes) — бывшая коммуна в губернии Сёр-Трёнделаг в Норвегии. Административный центр — город Ленсвик. Официальный язык — букмол. Население на 2007 год составляло 1758 чел. Площадь — 317,65 км², код-идентификатор — 1622.
1 января 2020 года коммуна упразднена, создана коммуна Оркланн.

## История населения

Статистика коммуны Агденес

Население за последние 60 лет.